# 彼得·尼基福罗夫
彼得·米哈伊洛维奇·尼基福罗夫（俄语：Петр Михайлович Никифоров）（1882年10月12日—1974年1月6日）苏联革命家、政治人物，曾担任远东共和国部长会议主席、苏联驻蒙古大使等职务。 

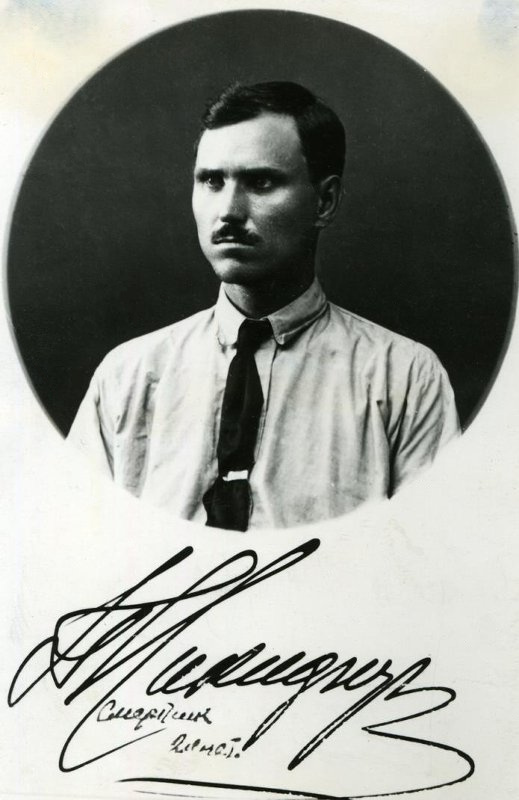
摄于1920年

1882年，尼基福罗夫出生于奥约克的一个工人阶级家庭，1895年在商店工作，1898年在伊尔库茨克的电报局工作，后成为装配工，1901年开始参与革命。1904年，尼基福罗夫成为俄国社民工党党员，并被帝俄政府征召为波罗的海舰队海员，1905年，他参与喀琅施塔得起义。起义失败后，尼基福罗夫在全俄范围内开展地下工作：1908年，他负责领导俄国社民工党在伊尔库茨克的军事组织。1910年，他被逮捕，并被判处死刑（之后被减为20年苦役）。1917年二月革命后，尼基福罗夫重获自由，然后被俄国社民工党派遣至海参崴，担任海参崴苏维埃副主席和俄国社民工党远东局委员。1918年6月，捷克军团攻陷海参崴，尼基福罗夫因此被白军逮捕，蹲了一年半的监狱，1920年1月获释后加入远东共和国政府，并于1921年5月8日至1922年担任该国的第三任部长会议主席。1922年，远东共和国与苏俄合并后，尼基福罗夫在苏联担任苏联驻蒙古国全权代表、苏俄联邦供应副人民委员、莫斯科东方研究所所长等职务，并撰写自传体小说《布尔什维克地下活动年代》。在尼基福罗夫去世之前，他曾获得过列宁勋章、十月革命勋章和荣誉勋章。